# Scopula aggravata
Scopula aggravata là một loài bướm đêm trong họ Geometridae.